# 日光スピードパーク
日光スピードパーク（にっこう- ）は、かつて栃木県今市市（現・日光市）に存在したジムカーナコース。
最初の施設は乗馬クラブと言われていた。その施設を改修する形でモータースポーツのコースとなり、当初ダートトライアル場であった。途中コースが舗装されジムカーナ場となった経緯がある。ジムカーナの関東地区戦をはじめ栃木県シリーズが開催されていたが、ツインリンクもてぎが竣工すると上級シリーズの開催がなくなった。関東のジムカーナコースには珍しく起伏が多く、池を囲むタイヤバリア（通称池周り）や、一部にコース（通称山周り）と言われるレイアウトが存在した。乗馬クラブの名残ともいえるレストハウスを備え、競技会中はカレー、うどんなどのセルフサービス販売もあり、個性的なジムカーナ場といえた。
平日フリー走行や、貸切占有利用も比較的安価に走行を楽しめたが、開催イベントの減少や施設の老朽化などもあり、2001年に営業を終了。現在は更地となっている。